# Собор Архангела Михаїла (Алба-Юлія)
Собор Святого Михаїла (рум. Catedrala Sfântul Mihail) — католицький собор у місті Алба-Юлія, Румунія. Кафедральний собор архієпархії Алба-Юлії. Найстаріший католицький храм країни, пам'ятник архітектури.
Алба-Юлія — одне з найдавніших міст регіону. В 1009 після прийняття угорцями християнства король Іштван Святий заснував єпархію латинського обряду з центром в Алба-Юлії (угор. Дьюлафехервар), яка отримала ім'я «єпархія Трансільванії» (Трансільванія тоді входила до складу Королівства Угорщина). Кафедральний собор єпархії Трансільванії був збудований у тому ж XI столітті та зруйнований під час монголо-татарської навали.
Будівництво сучасного собору почалося 1247 року на тому самому місці, де стояла зруйнована татарами будівля, і йшло в кілька етапів. Наступні перебудови привносили в романську споруду готичні риси. Янош Хуньяді призначив собор св. Михайла місцем спочинку для себе і членів своєї родини].
У XVI столітті з північного боку собору було прибудовано каплицю у стилі італійського Відродження та виконано фрески в інтер'єрі. Між 1550 і 1700 роком собор належав кальвіністам, після 1700 повернуто католикам.

## Архітектура
Дзвіниця собору св. Михайла заввишки 81 м — найвища дзвіниця серед усіх соборів Румунії. Головний фасад на західній стороні (пізніше 1270) оформлений в ранньоготичному стилі. Портал південної сторони виконаний у романському стилі в середині XIII століття та призначався для входу до собору єпископів.
Орган собору — один із найстаріших у Румунії, збудований у 1877 році та налічує 2209 труб.
У південному крилі трансепта знаходиться старовинна шанована статуя Діви Марії.